# Chasmatopterus uxorum
Chasmatopterus uxorum är en skalbaggsart som beskrevs av Baraud och Branco 1985. Chasmatopterus uxorum ingår i släktet Chasmatopterus och familjen Melolonthidae. Inga underarter finns listade i Catalogue of Life.